# Trachycentra calamias
Trachycentra calamias är en fjärilsart som beskrevs av Edward Meyrick 1886. Trachycentra calamias ingår i släktet Trachycentra och familjen äkta malar.
Artens utbredningsområde är Tonga. Inga underarter finns listade i Catalogue of Life.